# V627 Гидры
V627 Гидры (лат. V627 Hydrae) — двойная затменная переменная звезда типа W Большой Медведицы (EW) в созвездии Гидры на расстоянии приблизительно 1110 световых лет (около 340 парсек) от Солнца. Звёздная величина диапазона CV звезды — от +15,22m до +14,43m. Орбитальный период — около 0,2177 суток (5,2256 часа).
Редкая затменная система из двух или трёх красных карликов*.

## Характеристики
Первый компонент — оранжевый карлик спектрального класса K. Масса — около 0,31 солнечной, радиус — около 0,5 солнечного, светимость — около 0,06 солнечной. Эффективная температура — около 4248 K.
Второй компонент — оранжевый карлик спектрального класса K. Масса — около 0,64 солнечной, радиус — около 0,69 солнечного, светимость — около 0,08 солнечной.